# Baingan bharta
Baingan bharta, baingan ka bhurtha, baingan da bhurtha ou wangyacha bharit (hindi : बैंगन भरता ; ourdou : بینگن کا بھرتہ ; marathi : वांग्याचं भरीत ; bengali : বেগুন ভর্তা ; « purée d'aubergines »), est un plat d'Asie du Sud ressemblant au baba ganousch. Il appartient aux cuisines nationales de l'Inde, du Pakistan et du Bangladesh.
Il s'agit d'un mets végétarien préparé en éminçant des aubergines (baingan) qui sont ensuite grillées au charbon de bois ou à la flamme. Cela confère à ce plat sa saveur fumée. Les aubergines fumées et réduites en purée sont ensuite mélangées avec de la coriandre fraîche, des piments, de l'oignon et de l'huile de moutarde.
Traditionnellement, ce plat est souvent consommé avec un pain indien plat (chapati ou paratha) et est aussi servi avec du riz ou du raïta.
Au Pakistan et au Bangladesh, le plat nommé baingan bharta fait partie de la cuisine populaire alors qu'en Inde, on le trouve dans la cuisine de plusieurs États dont Bihar, Maharashtra, Pendjab et Bengale-Occidental. Ce plat a différents noms selon les langues locales (hindi : "बैंगन का भरता" ; gujarati : odo ; bengali : বেগুন ভর্তা, begun bhôrta ; marathi : wangyacha bharit).

## Variantes
En Inde du Sud, dans l'État du Tamil Nadu, les Tamouls préparent un plat similaire, appelé kathrikai thayir kothsu, dans lequel l'aubergine est cuite en purée et sautée avec de la moutarde, des piments rouges et de l'huile de sésame. La dernière étape de la recette consiste à ajouter du yaourt caillé au mélange et à assaisonner le plat avec de la coriandre fraîche. Dans les régions de langue bhodjpouri, telles que la partie orientale de l'Uttar Pradesh et l'ouest du Bihar, ce plat est connu sous le nom de baigan ka chokha ; il est également populaire au sein des communautés indiennes des Caraïbes, comme à Trinité-et-Tobago, au Suriname et en Guyane, où vivent les descendants de travailleurs d'Inde du Nord engagés par indenture.
Au Maharashtra, en particulier dans les régions du nord appelées Khandesh, ce plat, appelé vangyache bharit, est servi lors de rassemblements sociaux, y compris les cérémonies de mariage. Pendant la saison des récoltes, une bharit party spéciale est organisée. Ce plat est généralement servi avec du pain (puri). Dans les régions de Vidarbha et Khandesh (Maharashtra), deux variantes de bharit sont populaires : kachha (« cru »), bharit et phodni cha (avec tadka, « friture d'épices ») bharit. Dans la variante kachha, tous les ingrédients sauf les aubergines sont utilisés crus. Des oignons crus, des tomates, des piments verts, de la coriandre et parfois des feuilles de fenugrec fraîches sont mélangés aux aubergines grillées à la flamme et à de l'huile de lin brute ou d'arachide. Dans la variante phodni cha bharit, les ingrédients ci-dessus sont d'abord frits dans l'huile avec des épices puis les aubergines en purée y sont mélangées et le tout est cuit ensemble.
Un processus similaire est suivi dans d'autres États de l'Inde et au Pakistan avec de légères variations sur les ingrédients. Dans les régions de Vidarbha et Khandesh, ce plat est considéré comme une spécialité gastronomique lorsque les aubergines sont grillées sur une tige séchée d'un plant de coton qui donne une saveur fumée particulière au mets. Ce plat est servi avec du dal, du bhakri (plain plat) et du riz.

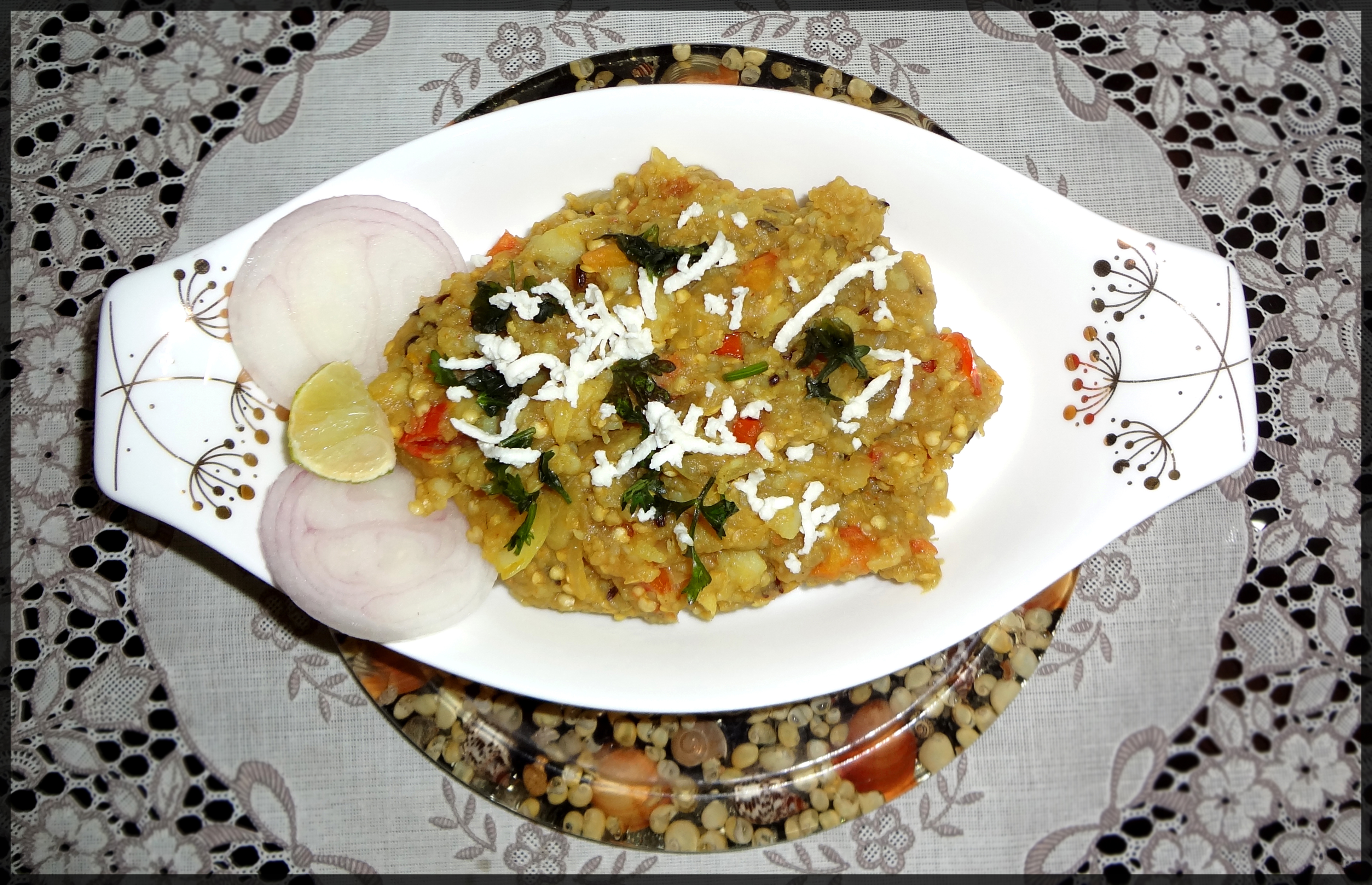
Baingan bharta.
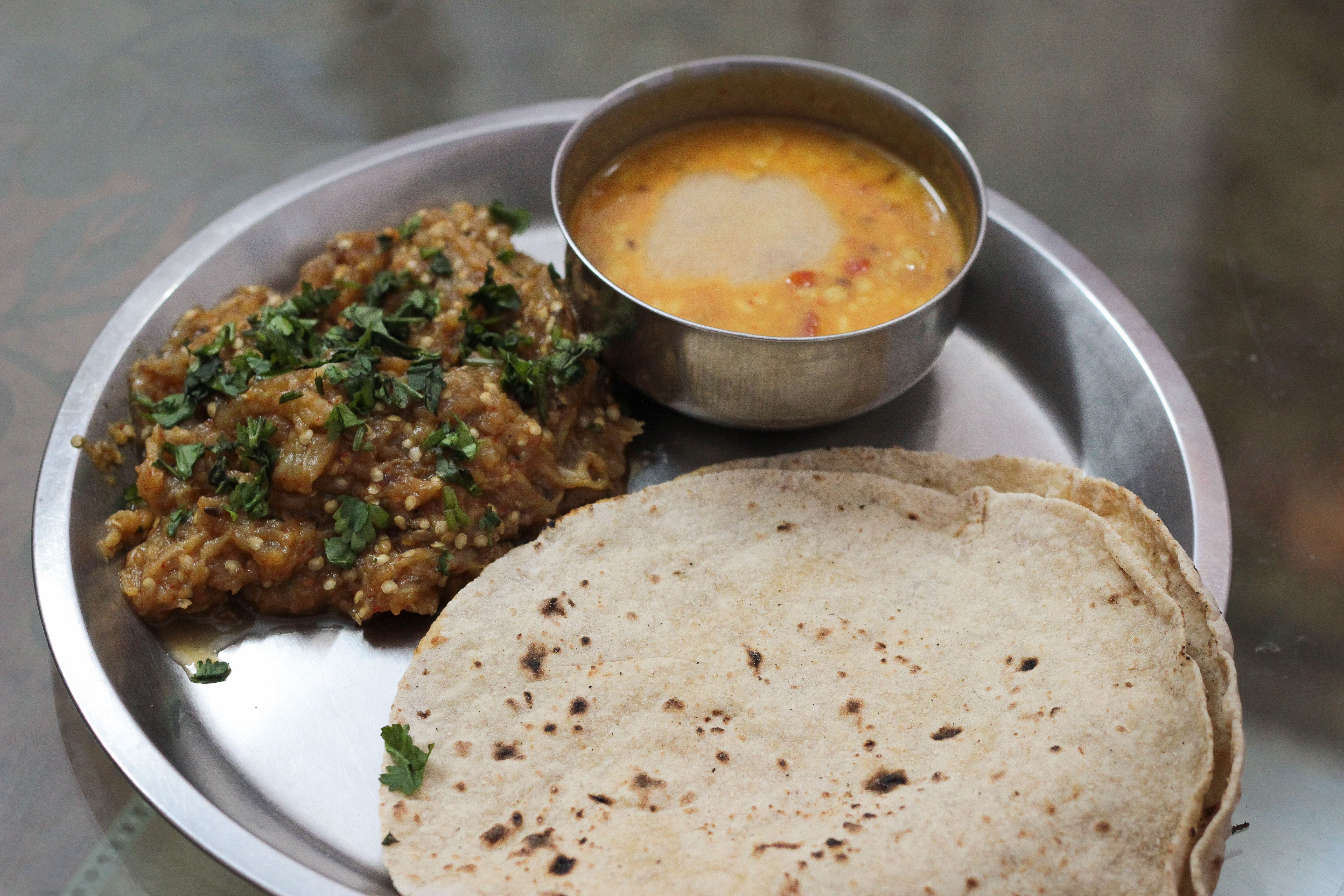
Baingan bharta avec des chapati et des lentilles.
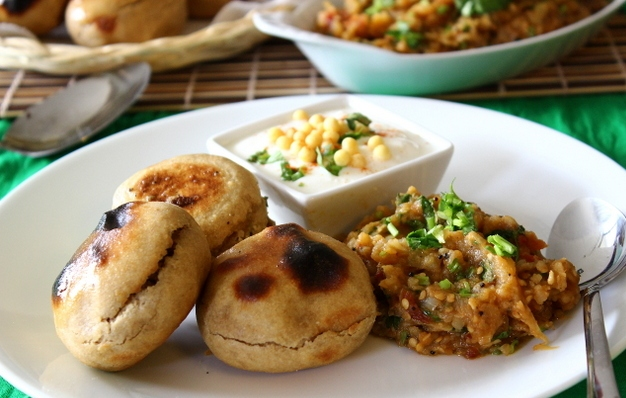
Litti chokha, avec baigan bharta, un mets d'Inde du Nord.
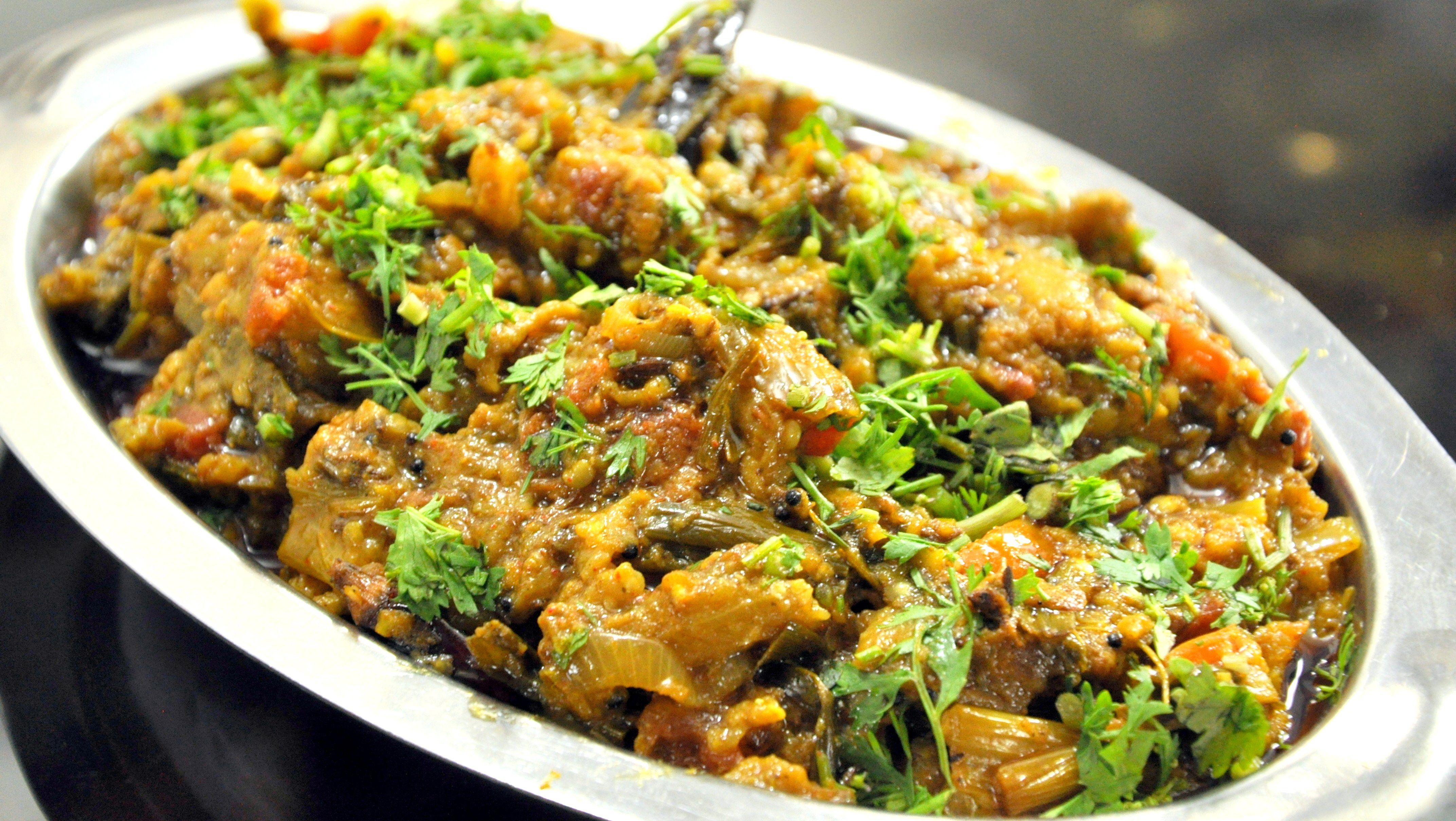
Baigan bharta de Nagpur (Maharashtra).
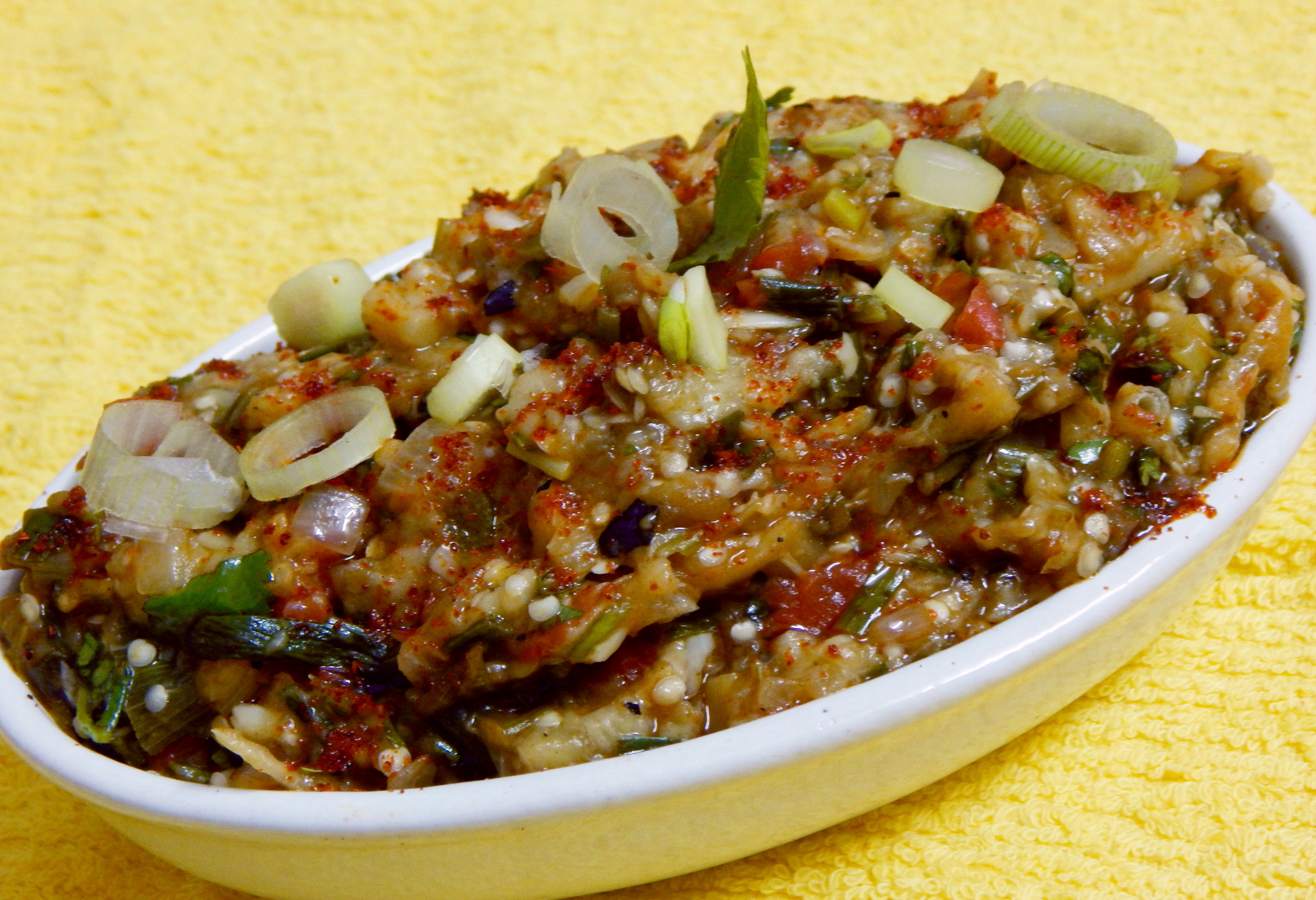
Baingan ka bharta.

## Symbole de protestation
Dans le cadre d'une protestation contre les aubergines OGM (Bt brinjal (en)) et l'introduction de cultures génétiquement modifiées, des bénévoles de Greenpeace et de l'hôtel Le Méridien de New Delhi ont cuisiné 342 kilogrammes de baingal bharta bio au Dilli Haat de New Delhi, le 6 septembre 2011, établissant un record mondial pour la plus grande quantité de ce plat produite en une seule occasion. Une partie du plat final a été envoyée au Premier ministre indien, Manmohan Singh, accompagnée d'une lettre de protestation contenant une explication.